# Hildigunn Eyðfinsdóttir
Hildigunn Eyðfinnsdóttir (Født: 26. april 1975 i Tórshavn, Færøerne) er en færøsk skuespillerinde.
Hildigunn Eyðfinnsdóttir er datter af filminstruktør Katrin Ottarsdóttir og er vokset op delvist på Færøerne og delvist i Danmark. Hun er uddannet i operasang, klassisk ballet samt moderne og afrikansk dans. Hun spillede en af hovedrollerne i Ottarsdóttirs film, Bye bye bluebird som pigen Rannvá og i Ottarsdóttirs film Ludo, hvor hun spillede rollen som moderen.

## Filmografi
- 2014 – Ludo (hovedrolle, moderen)[3]
- 2011 - Lejlighedsminder (ung kvinde)
- 2000 – The wake (datteren)
- 1999 – Bye bye bluebird (hovedrolle, Rannvá)
- 1989 – Atlantic Rhapsody